# Né pour l'enfer
Pour plus de détails, voir Fiche technique et Distribution.
Né pour l'enfer (Die Hinrichtung) est un film franco-italo-germano-canadien réalisé par le québécois Denis Héroux et sorti en 1976.
Le film suit Un vétéran américain perturbé par les combats durant la guerre du Vietnam, qui arrive à Belfast dans une maison remplie d'étudiantes internationales en soins infirmiers. Il va s'efforcer de les terroriser toutes. 

## Synopsis
À la fin de l'année 1972 à Belfast, au début du conflit en Irlande du Nord, un soldat américain perturbé nommé Cain Adams arrive après avoir déserté pendant la guerre du Viêt Nam. Désireux de retourner aux États-Unis, Cain est incapable d'embarquer sur un navire au départ de Belfast pendant environ une semaine. Alors qu'il erre dans la ville, Cain finit par rencontrer une prostituée d'âge mûr qui lui fait des avances. Dans son appartement, Cain l'humilie et la menace avec un couteau avant de partir.
Pendant ce temps, un groupe de huit jeunes étudiantes internationales en soins infirmiers — Bridget, Christine, Leila, Jenny, Pam, Amy, Catherine et Eileen — se préparent pour leur dernière semaine d'examens avant l'obtention de leur diplôme. Un après-midi, les femmes se réunissent dans la maison qu'elles partagent pour fêter l'anniversaire d'Eileen. Leila, qui est enceinte, déclare avec impatience que son anniversaire est le prochain et souhaite une petite armoire. Bridget, qui rentre chez elle après une garde à l'hôpital, est témoin d'une fusillade dans la rue qui tue un homme. Simultanément, Cain tombe sur la résidence des femmes et entre par une porte dans la cuisine. Il est accueilli par Amy et Leila, qui lui offrent de la nourriture et une bouteille de vin avant de le renvoyer chez lui. Pam part ensuite pour son service de nuit à l'hôpital.
Plus tard dans la soirée, Christine, seule avec Jenny, avoue qu'elle a des sentiments romantiques pour elle, tandis que Christine tente de calmer Jenny, qui est ébranlée par la mort dont elle a été témoin plus tôt dans la journée. Pendant ce temps, à l'insu des femmes, Cain revient à la maison et s'introduit par une fenêtre du rez-de-chaussée, confrontant Jenny et Christine dans le salon. Cain s'empare des femmes, tandis qu'Amy tente de négocier avec lui, croyant qu'il veut les voler. Les tenant en joue, il leur lie les mains, promettant de les relâcher une fois que Pam sera revenue de son service de nuit. Ce faisant, il raconte des anecdotes de son enfance, notamment sa tante qui lui a dit qu'il était « né pour l'enfer » parce qu'il manquait régulièrement le service religieux du dimanche ; sur son bras, Cain montre aux femmes un tatouage représentant cette phrase.
Cain fait descendre Amy après avoir laissé les six autres ligotées dans une chambre à l'étage. Lorsqu'il tente de violer Amy, elle se défend, ce qui l'amène à l'étrangler à mort avec une ceinture. Il emmène ensuite Jenny et Christine au rez-de-chaussée, les déshabille et tente de forcer Jenny à faire une cunnilingus à Christine. Lorsqu'elle refuse, Cain la frappe avec une ceinture. Il force ensuite Jenny à poignarder violemment Christine, avant d'étrangler et de tuer Jenny, couverte de sang.
Peu après, Pam arrive à la maison avec sa collègue Jill, mais les lumières sont éteintes. Dans l'obscurité, Cain tend une embuscade aux femmes, poignardant d'abord Jill avant de poignarder et de tuer Pam. Après avoir rétabli l'électricité, Cain retourne à l'étage et constate qu'Eileen et Leila ont disparu. Il trouve rapidement Eileen, qui s'est cachée dans un placard, et la poignarde à mort. Leila, qui s'est cachée sous un lit, regarde Cain assassiner Bridget. Catherine, qui est maintenant dans un état dissociatif, se met à rire. Cain la fait descendre et lui montre les cadavres de ses amis avant de l'asseoir à la table de la cuisine et de lui donner une part du gâteau d'anniversaire d'Eileen. Dans son état dissocié, Catherine prend le couteau à cran d'arrêt de Cain et se poignarde dans la poitrine, se suicidant. Cain retourne à l'étage, s'effondre sur le lit sous lequel se cache Leila et s'endort.
À l'aube, Cain se réveille et quitte la maison. Plus tard dans la matinée, il observe depuis un pub voisin les ambulanciers qui retirent les corps des femmes de leur maison et écoute les habitants discuter des meurtres. Les journaux télévisés font état du tatouage distinctif du tueur, que Leila a décrit aux autorités. Plus tard, dans des toilettes publiques, Cain tente de se suicider en se tailladant un poignet. Il est cependant découvert par un civil et emmené à l'hôpital local, où un chirurgien soigne sa blessure. Cain reprend conscience alors que le chirurgien nettoie son bras couvert de sang, révélant le tatouage « né pour l'enfer ». Le chirurgien le regarde et lui dit : « C'était donc vous ». Cain répond : « 5 000 livres. C'est beaucoup d'argent pour un homme qui veut mourir ».
Le film se termine par des photos en noir et blanc des neuf infirmières.

## Fiche technique
- Titre original : Die Hinrichtung
- Titre français : Né pour l'enfer
- Réalisation : Denis Héroux
- Scénario : Géza von Radványi, F.G. Ranger et Fred Denger
- Photographie : Heinz Hölscher
- Montage : Yves Langlois
- Pays de production :  Allemagne de l'Ouest,  France,  Italie,  Canada
- Genre : drame horreur
- Date de sortie : 1976
- France : Film interdit aux moins de 16 ans lors de sa sortie en salles[réf. nécessaire].
- Affiche : Macario Gómez Quibus (Espagne)

## Distribution
- Mathieu Carrière : Cain Adamson
- Debra Berger : Bridget
- Christine Boisson : Christine
- Myriam Boyer : Leila
- Leonora Fani : Jenny
- Ely Galleani : Pam
- Carole Laure : Amy
- Eva Mattes : Catherine
- Andrée Pelletier : Eileen

## Autour du film
Le film a pour toile de fond historique le conflit nord-irlandais et les bombardements de Noël au Nord-Vietnam. Le scénario est librement inspiré des crimes du tueur en série Richard Speck, qui a assassiné huit étudiantes en soins infirmiers à Chicago en 1966.
En France, ce film se vit refuser par deux fois, en 1976 et 1980, un visa d'exploitation; le second refus sera l'un des facteurs derrière la faillite de la Filmel, qui devait le distribuer,.